# Finansijska analiza
Finansijska analiza je detaljno ispitivanje finansijskih izveštaja sa ciljem da se oceni finansijska situacija, uspešnost poslovanja (rentabilnost) i sposobnost preduzeća da stvara gotovinu.
Predmet finansijske analize su osnovni finansijski izveštaji:
- Bilans stanja
- Bilans uspeha
- Bilans tokova gotovine
- Izveštaj o promenama na kapitalu i
- Napomene uz finansijske izveštaje

Uz ove osnovne finansijske izveštaje najčešće se prilažu i dva prateća izveštaja:
- Izveštaj o poslovanju i
- Mišljenje ovlašćenog revizora